# 印度水利灌溉

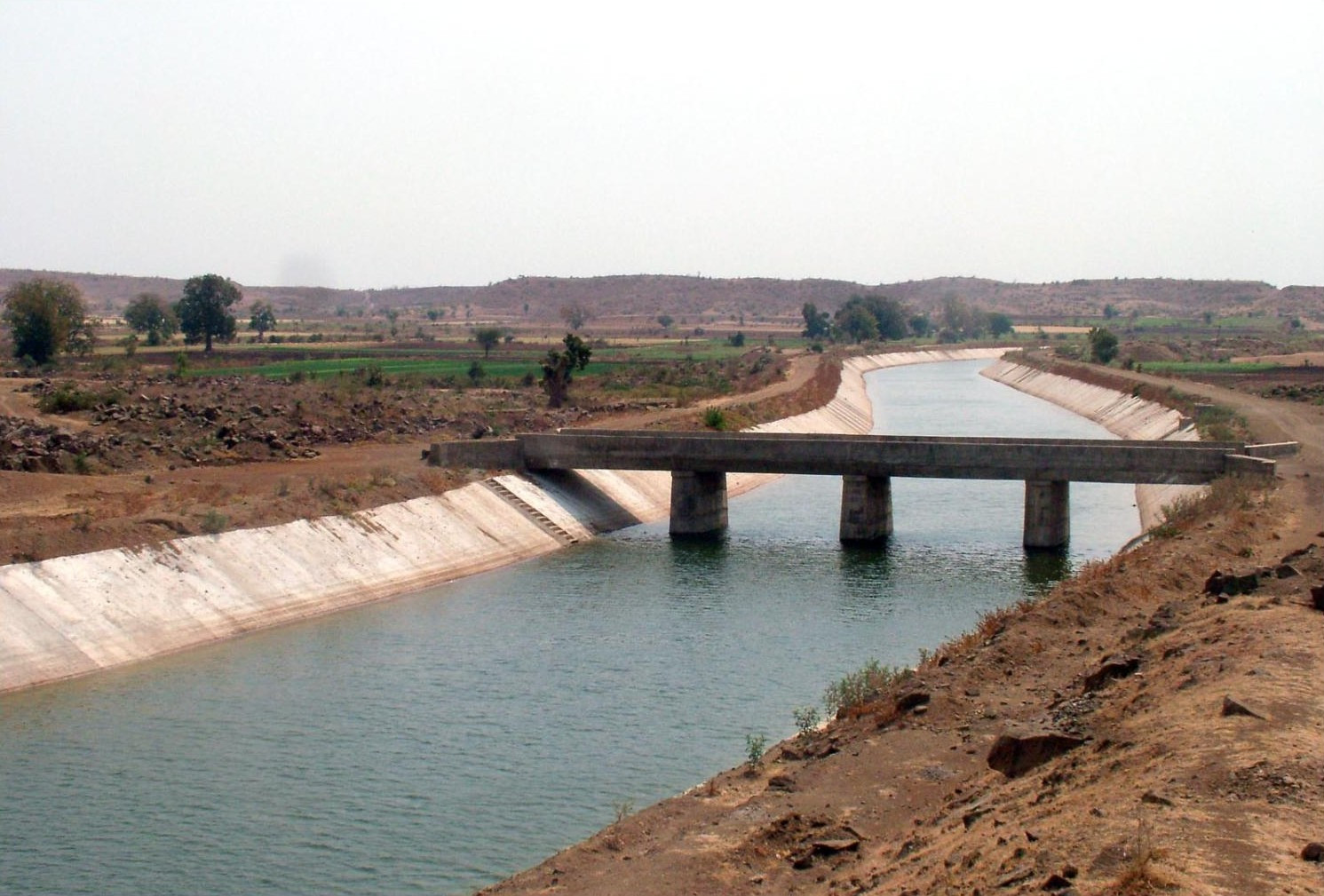
於古吉拉特邦的一條水利灌溉渠道。

印度水利灌溉（英語：Irrigation in India）指的是所有供農業利用 - 包括印度河流的主要和次要人工渠道網絡、水井系統（地下水）、儲水池和其他雨水收集的項目。其中以抽取地下水的系統規模最大。印度在2013-14財政年度只有約36.7%的農地有可靠的水利灌溉，其餘約三分之二的耕地依賴季風帶來的降水（參見雨養農業）。印度65%的灌溉用水源為地下水。約有51%的糧食種植面積得到灌溉，其餘的依賴雨養。而大多數的降水既不可靠且無法預測。
印度政府啟動一項為期5年（從2021-22財政年度到2026-27財政年度）的需求面水資源管理計劃，預計將耗資600億印度盧比（8.54億美元），涵蓋古吉拉特邦、哈里亞納邦、卡納塔卡邦、中央邦、馬哈拉什特拉邦、拉賈斯坦邦和北方邦這7個邦中78個地區的8,350個缺水村莊，透過村級水管理計畫以收集雨水、提高地下水位及提升地下水補給率。大部分的渠道灌溉位於恆河-亞穆納河盆地的渠道網絡中，主要分佈在旁遮普邦、哈里亞納邦和北方邦，還有拉賈斯坦邦和比哈爾邦，而在南部的坦米爾那都邦、卡納塔卡邦、和喀拉拉邦則有小型，地方性的人工灌溉渠道系統。印度最大的人工灌溉渠道是英迪拉甘地渠，長約650公里（400英里）。印度有一深具雄心的提議 - 印度河流互聯計畫，目的為擴大灌溉覆蓋範圍，並有降低洪水和水資源短缺的作用。
水利灌溉有助於改善印度的糧食安全、減少對季風降水的依賴、提高農業生產力並創造農村就業機會。為灌溉而建設的水壩有助於生產電力和便利交通，並為不斷增長的人口提供飲用水、防治洪水及乾旱。

## 歷史

### 古印度 (或稱Prachina Bharat)
印度最早提到灌溉的文字可從成文於公元前16世紀到前11世紀的《梨俱吠陀》第 1.55、1.85、1.105、7.9、8.69和10.101章節中找到。 吠陀教最重要的和最根本的教典《吠陀》只提到利用井水灌溉 - 挖掘的kupa和avata井有豐沛的水量，人們利用varatra（繩帶）和cakra（輪）拉起kosa（桶），由井中取水。根據吠陀的記載，這些水被引入surmi susira（寬闊的渠道），並從那裡進入khanitima（引水分渠），而後流進田地。
而在公元前4世紀的印度梵語文法家波你尼提到利用幾條河流的水進行灌溉。提到的有印度河、斯瓦特河、Varnu、Sarayu、Vipas和奇納布河。公元前3世紀的佛教文獻也提到為種植農作物而進行灌溉。孔雀王朝時代（公元前3世紀）的文獻提到國家向農民收取河川灌溉費用作為國庫收入。
古印度哲學家波顛闍利在大約公元4世紀的《瑜伽經》中將瑜珈技術與"農民從渠道引流進行灌溉的方式"進行比較，來解釋瑜珈的道理。在坦米爾那都邦，橫跨高韋里河的大阿尼卡特（Grand Anicut，人工渠道）於公元3世紀建成，其基本設計至今仍受到利用。

### 中世紀時期
印度分佈最廣的灌溉系統是由蘇丹國統治者在中世紀時期所興建。圖格魯克王朝德里蘇丹國統治者費羅茲·沙阿·圖格拉克，(生1309年，卒1388年）於14世紀在印度恒河周圍和亞穆納河以西地區建造非常廣泛的渠道灌溉系統。這些渠道為印度北部的農地提供大量水源，也為城市和鄉村居住區提供重要水源。印度北部後來的統治者，特別是蒙兀兒帝國，繼續建設這些灌溉工程直到十八世紀初。英國人在這些中世紀渠道系統基礎上建立出殖民時代的灌溉系統網絡。

### 英屬印度時代

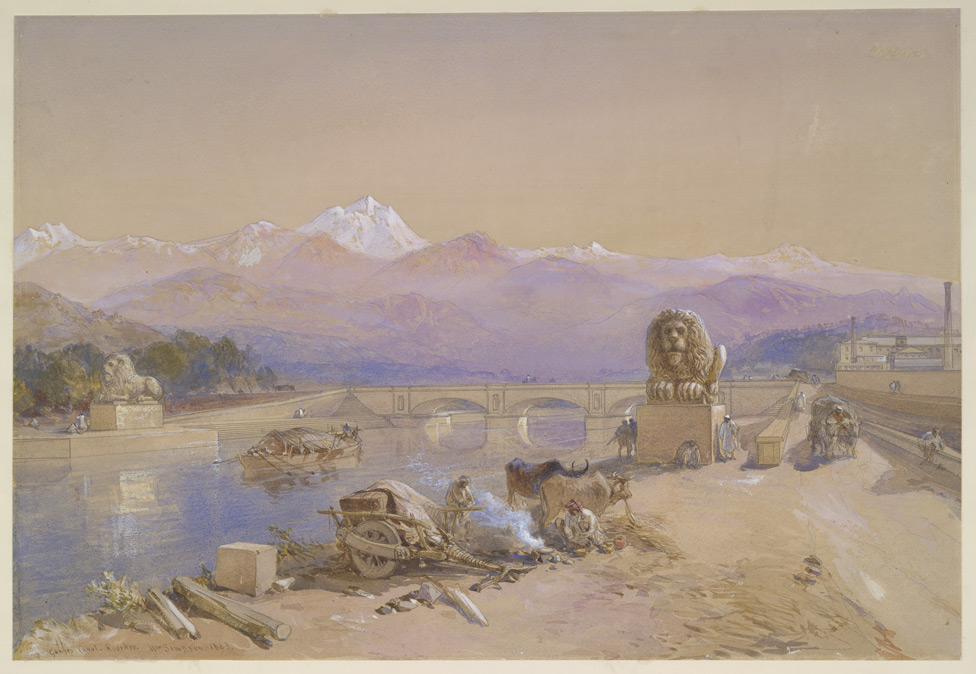
於英屬印度時期修建的恆河灌溉渠，於1854年啟用。

印度於1800年享有灌溉的土地面積約有80萬公頃。到1940年，英國人在北方邦、比哈爾邦、旁遮普邦、阿薩姆邦和奧迪薩邦興建大量渠道和灌溉系統。恒河渠（Ganges Canal）的範圍由赫里德瓦爾開始，延伸到到北方邦的坎普爾，全長350英哩。阿薩姆邦在1840年還是一片叢林，到1900年已有162萬公頃的農用土地，尤其是茶園。印度受灌溉的土地在當時增加7倍。英國歷史學家大衛·吉爾莫指出，英國殖民政府已透過恆河渠建立起灌溉網絡，"旁遮普省的新渠道網絡到19世紀末"業已建成。
在英屬印度時代所增建的灌溉設施大部分為針對印度的專有罌粟農場用於生產鴉片），以出口到中國。種植罌粟需要可靠、專用的灌溉系統。印度東部和北部地區的大部分，即聯合邦（United Provinces）、西北邦（Northwestern Provinces）、奧德邦（Oudh）、比哈邦（Behar）、孟加拉邦和雷瓦邦（Rewa）都有灌溉系統，以確保能可靠生產鴉片以供應中國。為滿足亞洲鴉片貿易的需求，印度到1850年已有近1,000平方公里的罌粟農場，建立在肥沃的恆河平原。到1900年，種植面積已增加到超過20萬公頃（2,000平方公里）。有學者認為該國於1850年至1905年期間發生大規模飢荒，原因為當時將糧食作物用地轉為種植經濟作物（罌粟）所致 。
英屬印度於19世紀發生過幾次重大飢荒，造成數百萬人餓死，而促成幾個主要灌溉渠道的興建。到1900年，英屬印度（除今日的印度之外，還包括孟加拉國和巴基斯坦）已約有1,300萬公頃的灌溉農地。 1901年，當時擔任印度總督的寇松勳爵任命科林·斯科特·蒙克里夫爵士主持一委員會，為印度制定全面性灌溉計劃。 委員會於1903年建議增加灌溉260萬公頃的土地。印度到1947年的灌溉土地面積已增至約2,200萬公頃。在殖民政府之下，印度西北部的貧瘠土地到1940年代就有220萬公頃取得灌溉用水，其中大部分位於今日巴基斯坦的領土。英國軍官阿瑟·科頓負責在德干高原建設幾項灌溉渠道項目，安德拉邦和坦米爾那都邦為表達感恩，有數個地標建築以其名字來命名。在殖民時代增加的灌溉設施（水井及儲水池）大部分均依賴手動操作。

## 1947年之後趨勢

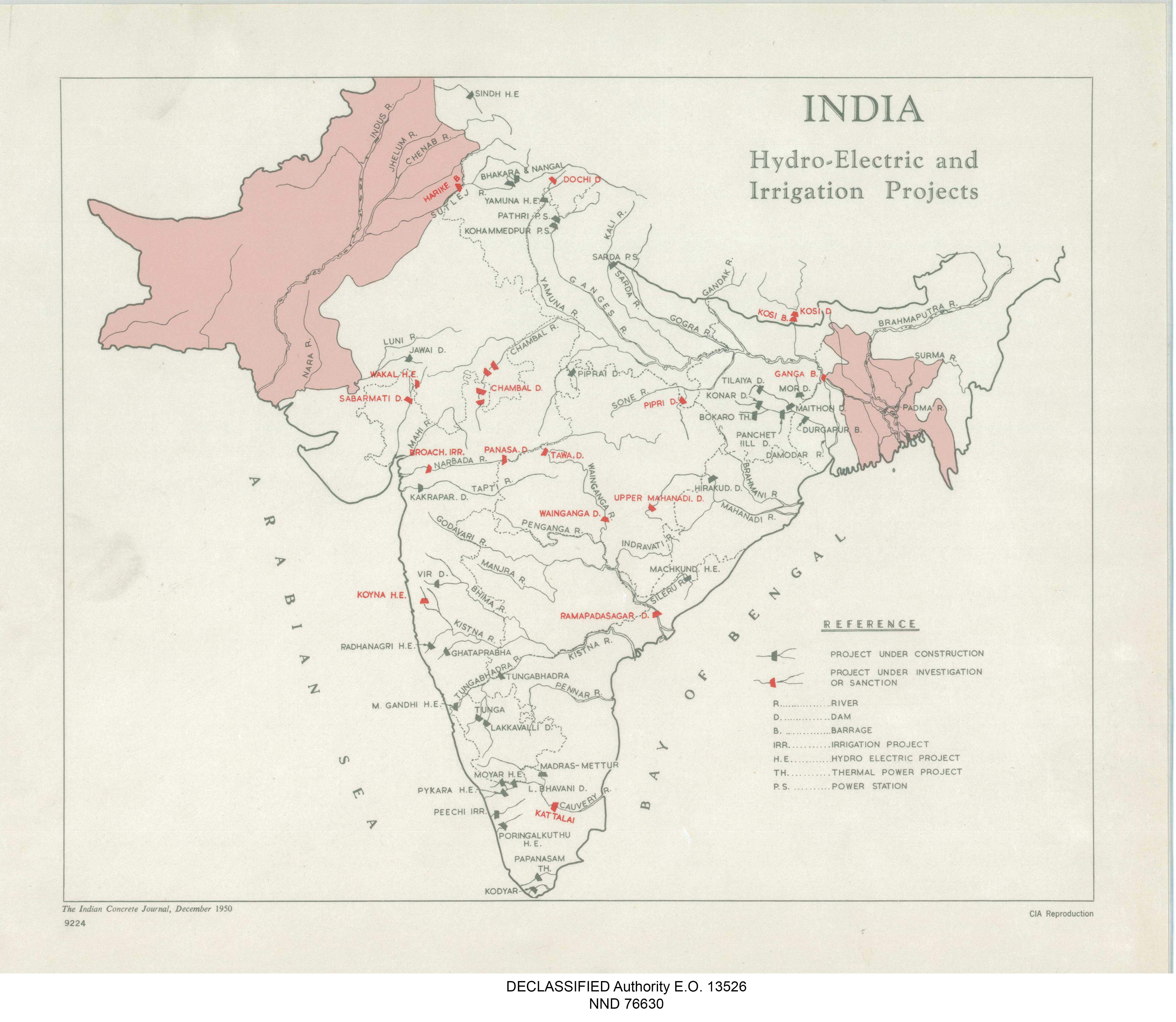
印度的水力發電/灌溉項目（1950年，資料來源: 美國數位公共圖書館。

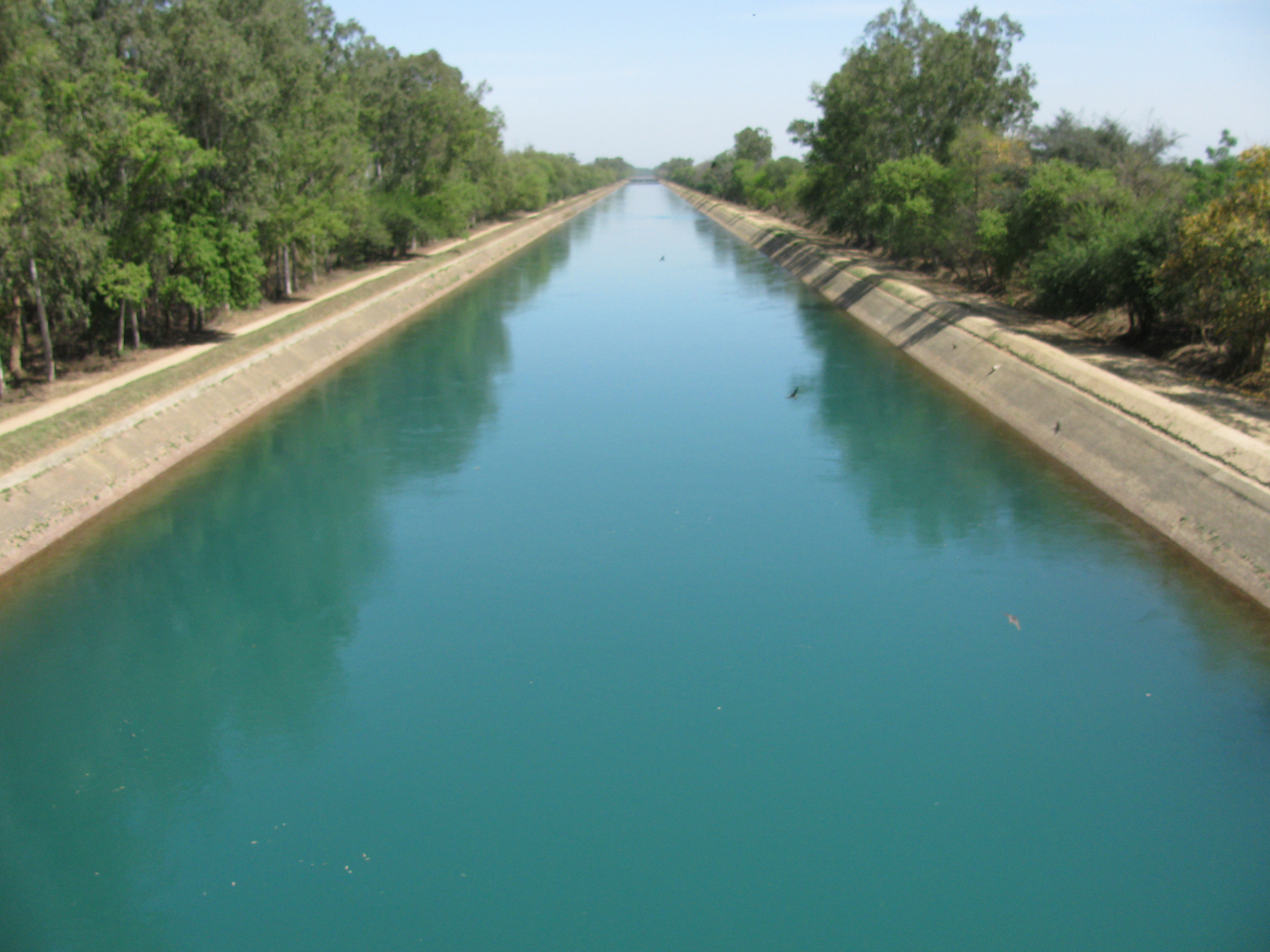
由位於印度北部巴卡拉大壩形成水庫而建設的巴卡拉灌溉渠道系統，可灌溉4百萬公頃農地。

印度於1951年的灌溉農作土地約有2,260萬公頃，至1995年底，將灌溉渠道及水井供水列入計算，全國灌溉系統可供應9,000萬公頃的土地。然而新增的灌溉能力依賴水泵抽水，需要可靠的電力供應和維護，印度難以應對，且可供使用的土地相當短缺。根據該國於2001/2002年所做的農業普查，全國實際上只有5,813萬公頃土地有灌溉用水。印度的耕地總面積為1.6億公頃（3.95億英畝）。根據世界銀行的數據，印度於2010年只約有35%的農地能取得可靠的灌溉水源。
聯合國糧食及農業組織（FAO）於1991年估計印度最終能享有永續性灌溉的土地面積為1.395億公頃，其中5,850萬公頃由主要和中型灌溉項目提供，1,500萬公頃由小型灌溉項目提供。而6,600萬公頃的灌溉水源由地下水提供。
印度的灌溉水源主要為地下水，此種農地有3,900萬公頃（佔總灌溉面積的67%），面積位居全球第一（中國有1,900萬公頃，位居第二，美國有1,700萬公頃，位居第三）。
印度在1950年至1985年間，已投入1,659億印度盧比用於灌溉發展。而在2000-2005年以及2005-2010年期間提出為灌溉和防洪工程的投資分別為103,315億印度盧比和210,326億印度盧比。

## 各邦灌溉數據
下表為印度幾個邦的灌溉農地面積、每公頃的農業產量以及所採灌溉方式的佔比。

### 各邦灌溉覆蓋率和生產力
| 邦份           | 農業產量 (百萬公噸) | 於邦內總農業產數量中佔比 | 生產力 (公噸/公頃) | 灌溉面積於邦內總農地佔比% |
| -------------- | ------------------- | ------------------------ | ------------------ | ------------------------- |
| 旁遮普邦       | 27.3                | 11.6                     | 4.2                | 98.1                      |
| 哈里亞納邦     | 15.6                | 6.6                      | 3.3                | 87.6                      |
| 安德拉邦       | 20.4                | 8.7                      | 2.7                | 63.9                      |
| 比哈爾邦       | 12.2                | 5.2                      | 1.7                | 63.4                      |
| 坦米爾那都邦   | 7.1                 | 3.0                      | 2.2                | 63.1                      |
| 西孟加拉邦     | 16.3                | 6.9                      | 2.4                | 48.2                      |
| 古吉拉特邦     | 6.4                 | 2.7                      | 1.5                | 44.7                      |
| 中央邦         | 13.9                | 5.9                      | 1.1                | 44.5                      |
| 北阿坎德邦     | 1.7                 | 6.7                      | 1.7                | 42.9                      |
| 奧迪薩邦       | 7.4                 | 3.1                      | 1.3                | 33.6                      |
| 卡納塔卡邦     | 11.2                | 4.8                      | 1.5                | 28.5                      |
| 恰蒂斯加爾邦   | 5.1                 | 2.2                      | 1.0                | 27.6                      |
| 拉賈斯坦邦     | 16.6                | 7.1                      | 1.2                | 26.4                      |
| 馬哈拉什特拉邦 | 11.4                | 4.8                      | 1.0                | 16.8                      |
| 賈坎德邦       | 1.7                 | 0.7                      | 1.7                | 5.4                       |
| 阿薩姆邦       | 4.1                 | 1.7                      | 1.5                | 4.9                       |
| 其他邦         | 6.3                 | 2.6                      | NA                 | NA                        |
| 印度合計       | 234.4               | 100                      | 1.9                | 48.3                      |

### 各邦灌溉方式、容量和實際灌溉面積
| State                     | 總農地面積 (白萬公頃) | 地下水灌溉 農地面積 (白萬公頃) | 渠道灌溉 農地面積 (白萬公頃) | 實際灌溉 農地面積 (白萬公頃) |
| ------------------------- | --------------------- | ------------------------------ | ---------------------------- | ---------------------------- |
| 安德拉邦                  | 16.6                  | 2.5                            | 2.7                          | 4.9                          |
| 阿魯納查邦                | 0.4                   |                                | 0.07                         | 0.05                         |
| 阿薩姆邦                  | 3.2                   | 0.13                           | 0.1                          | 0.22                         |
| 比哈爾邦                  | 6.4                   | 2.2                            | 1.3                          | 3.5                          |
| 恰蒂斯加爾邦              | 5.1                   | 0.17                           | 0.74                         | 0.85                         |
| 果阿邦                    | 0.1                   |                                | 0.1                          | 0.1                          |
| 古吉拉特邦                | 9.9                   | 3.1                            | 0.5                          | 3.2                          |
| 哈里亞納邦                | 3.6                   | 1.99                           | 1.32                         | 3.26                         |
| 喜馬偕爾邦                | 1.0                   | 0.02                           | 0.09                         | 0.11                         |
| 查謨和喀什米爾 (聯邦屬地) | 0.9                   | 0.02                           | 0.38                         | 0.37                         |
| 賈坎德邦                  | 3.2                   | 0.11                           | 0.13                         | 0.24                         |
| 卡納塔卡邦                | 12.2                  | 1.43                           | 1.33                         | 2.38                         |
| 喀拉拉邦                  | 1.5                   | 0.18                           | 0.21                         | 0.39                         |
| 中央邦                    | 15.8                  | 2.74                           | 1.70                         | 4.19                         |
| 馬哈拉什特拉邦            | 19.8                  | 3.12                           | 1.03                         | 3.36                         |
| 曼尼普爾邦                | 0.2                   |                                | 0.05                         | 0.05                         |
| 梅加拉亞邦                | 0.3                   |                                | 0.06                         | 0.06                         |
| 米佐拉姆邦                | 0.1                   |                                | 0.01                         | 0.01                         |
| 那加蘭邦                  | 1.1                   |                                | 0.1                          | 0.07                         |
| 奧迪薩邦                  | 4.9                   | 0.17                           | 1.07                         | 1.24                         |
| 旁遮普邦                  | 4.0                   | 3.06                           | 0.94                         | 3.96                         |
| 拉賈斯坦邦                | 21.1                  | 3.98                           | 1.52                         | 5.12                         |
| 錫金邦                    | 0.1                   |                                | 0.01                         | 0.01                         |
| 坦米爾那都邦              | 6.5                   | 1.61                           | 1.43                         | 2.66                         |
| 特里普拉邦                | 0.3                   | 0.02                           | 0.05                         | 0.07                         |
| 北方邦                    | 17.6                  | 10.64                          | 4.21                         | 14.49                        |
| 北阿坎德邦                | 0.8                   | 0.22                           | 0.14                         | 0.35                         |
| 西孟加拉邦                | 5.5                   | 2.09                           | 1.22                         | 2.98                         |
| 全印度                    | 159.6                 | 39.43                          | 22.48                        | 58.13                        |

附註: 全印度的農地面積包含聯邦屬地的農地，而在上表中並未列出。

## 項目分類
印度將灌溉計畫作四種分類：
1. 主要灌溉項目（英语：Major irrigation project）
2. 中型灌溉項目
3. 小型灌溉項目
4. 微型灌溉項目（英语：Micro-irrigation project）

印度自1950年起根據灌溉工程的執行、管理和分佈所花費的成本進行分類。然而印度規劃委員會（功能主要為負責印度5年計畫的規劃）採用以可耕地供水面積（CCA）為基礎的項目分類。

### 主要灌溉項目
灌溉面積在10,000公頃以上的項目被歸類為主要灌溉項目。

### 小型灌溉項目
灌溉面積在2,000公頃及以下的項目歸為小型灌溉項目。在印度第5次5年計畫（1974-1978年）之前，分類標準為根據實施灌溉項目所需的投資金額。 從第5次5年計畫開始即採用可接受灌溉的農地面積來作分級。

### 微型灌溉項目
印度設有500億印度盧比的微型灌溉項目基金（Micro Irrigation Fund (MIF)），"以將更多的土地納入微型灌溉，作為提高農業產量和農民收入目標的手段之一"，印度國家農業及農村發展銀行（NABARD）向各邦政府提供低利率貸款"以促進微型灌溉，目前這種灌溉方式僅覆蓋1,000萬公頃的耕地，預計將來可增加覆蓋至7,000萬公頃的程度。"，推廣的重點技術為"滴灌"。

## 外部連結
- Global Map of Irrigation Areas INDIA Irrigated land data by state and districts of India, FAO-United Nations and University of Bonn, Germany (2013)
- Central Board of Irrigation and Power
- Ministry of Water Resources Government of India
- International Commission on Irrigation and Drainage (ICID)